# Kalisada
Kalisada is een bestuurslaag in het regentschap Buleleng van de provincie Bali, Indonesië. Kalisada telt 2472 inwoners (volkstelling 2010).